# Häljarp
Häljarp er en mindre by i Landskrona kommune  i Skåne län, Sverige. Byen har en jernbanestation på Malmø-Helsingborg strækningen, der trafikeres med Pågatåg og Øresundstog.
Häljarp har mere end 2.500 indbyggere og er adskilt fra Landskrona af E6-motorvejen og koloniområdet Axeltofta. Häljarp ligger øst for E6, og hovedsageligt syd for Saxån og nord for Saxtorp skov. Der er børnehaver og skole op til niende klasse, og siden 2009, Øresund Golf Club. Gymnasiet har en sportsplads med græs, der benyttes af Häljarps IF som hjemmebane, og en sportshal, der benyttes af Häljarps SK, som hjemmebane. Det er ikke langt til Saxtorp skov, der vokser på sandjord, og derfor hovedsageligt består af birk og fyr, bøg er ellers den mest almindelige i Skåne.